# Lemna minor

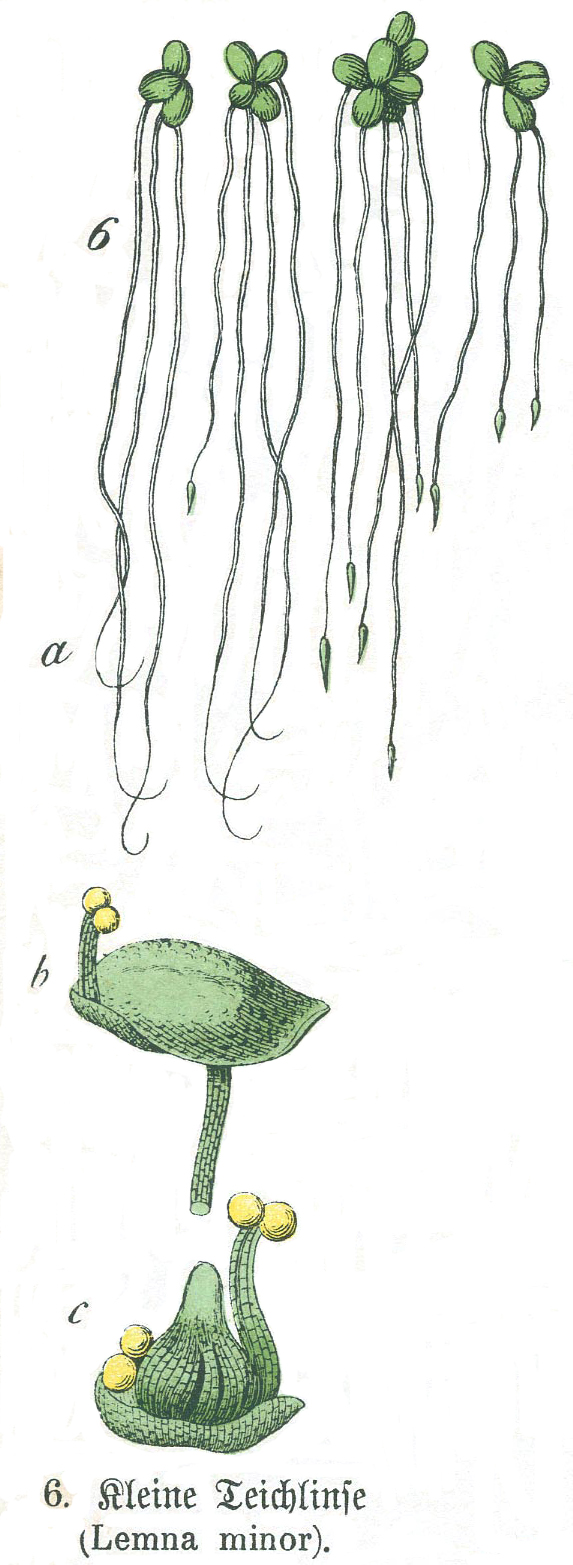
Ilustração mostrando L. minor.

Lemna minor é uma espécie de pequena planta aquática pertencente à família das Araceae.

## Descrição
Lemna minor é uma pequena planta aquática, conhecida pelo nome comum de lentilha-de-água, com distribuição cosmopolita.
Apresenta uma morfologia muito simplificada com o seu corpo vegetativo reduzido a uma estrutura taloide semelhante a uma minúscula folha flutuante. Os talos são oblongos, com 3 nervuras destacadas. As plantas submergem ligeiramente para florescer.
Cresce com tanta rapidez e eficiência que pode provocar grandes danos, como é o caso do Lago de Maracaibo, eutrofizado em resultado dos fertilizantes residuais das plantações circundantes. A espécie cresceu de forma descontrolada, de forma que o lago ficou cheio delas. Desde a sua aparição no lago, o problema tem aumentando progressivamente, tendo sido já medidos mais de 136 000 ha de Lemna.

## Taxonomia
Lemna minor foi descrita por Carolus Linnaeus e publicado em Species Plantarum 2: 970. 1753.
A espécie apresenta uma ampla distribuição geográfica e variabilidade morfológicas, o que levou a uma variada sinonímia, a qual inclui, entre outros os seguintes nomes:
- Lenticula minor (L.) Scop., Fl. Carniol., ed. 2, 2: 213 (1772).
- Lenticula palustris Garsault, Fig. Pl. Méd.: t. 336 (1764), opus utique oppr.
- Lenticula vulgaris Lam., Fl. Franç. 2: 189 (1779).
- Lemna vulgaris (Lam.) Lam., Encycl. 3: 464 (1792).
- Lemna minima Thuill. ex P.Beauv., J. Phys. Chim. Hist. Nat. Élément 82: 113 (1816).
- Lemna palustris Haenke ex Mert. & W.D.J.Koch in J.C.Röhling, Deutschl. Fl., ed. 3, 1: 295 (1823).
- Lemna cyclostasa Elliott ex Chev., Fl. Gén. Env. Paris 2: 256 (1827).
- Lemna obcordata Bojer, Hortus Maurit.: 358 (1837), nom. inval.
- Lemna conjugata Willd. ex Schleid., Linnaea 13: 391 (1839), nom. inval.
- Lemna ovata A.Br. ex C.Krauss, Flora 28: 344 (1845).
- Lenticula cyclostasa (Elliott ex Chev.) Kurz, J. Linn. Soc., Bot. 9: 266 (1867).
- Lenticula minima (Chev.) Kurz, J. Linn. Soc., Bot. 9: 266 (1867).
- Lemna monorhiza Montandon, Guide Bot.: 308 (1868).
- Lenticularia monorhiza Montandon, Guide Bot.: 308 (1868).
- Lemna rwandensis De Sloover, Bull. Jard. Bot. Natl. Belg. 43: 366 (1973).[3]